# Proruby
Proruby település Csehországban, Rychnov nad Kněžnou-i járásban. Proruby Polom, Potštejn és Lhoty u Potštejna településekkel határos. Lakosainak száma 50 fő (2024. január 1.).

## Népesség
A település lakosságának változását az alábbi diagram mutatja:
| Lakosok száma | 359  | 308  | 277  | 148  | 83   | 58   | 48   | 51   | 49   | 50   |
|               | 1869 | 1900 | 1921 | 1961 | 1980 | 2011 | 2016 | 2019 | 2021 | 2024 |